# Solenopsis succinea
Solenopsis succinea es una especie de hormiga del género Solenopsis, subfamilia Myrmicinae.

## Distribución
Esta especie se encuentra en Belice, Brasil, Costa Rica, Ecuador, Guatemala, Haití, Honduras, México, Nicaragua y Puerto Rico.